# Karl Payne
Karl Payne (* 8. Februar 1970) ist ein ehemaliger englischer Snookerspieler aus der Region West Midlands, der zwischen 1991 und 1991 für acht Saisons Profispieler war. In dieser Zeit erreichte er das Halbfinale des dritten Strachan-Challenge-Events 1993, das Viertelfinale der Benson and Hedges Satellite Championship 1991 und Rang 51 der Snookerweltrangliste.

## Karriere
Ende der 1980er-Jahre versuchte Payne vergeblich bei der WPBSA Pro Ticket Series sein Glück. Zudem nahm er an den Dutch Open 1988 teil, wo er im Viertelfinale gegen Alex Higgins verlor. Nach der Öffnung der Profitour 1991 wurde Payne schlussendlich Profispieler. In seinen ersten beiden Saisons erzielte Payne einige gute Ergebnisse, darunter eben das Halbfinale des dritten Strachan-Challenge-Events 1993 sowie das Viertelfinale der Benson and Hedges Satellite Championship 1991. Wichtig war für ihn auch das Erreichen der Hauptrunde der Snookerweltmeisterschaft 1993. Dieser Erfolg führte dazu, dass er auf Platz 94 der Weltrangliste geführt wurde. Weitere Hauptrundenteilnahmen während der anschließenden drei Spielzeiten führten ihn schließlich auf Platz 51 der Weltrangliste. Danach verschlechterten sich seine Ergebnisse aber deutlich. Nachdem er es 1997 bei der WPBSA Qualifying School geschafft hatte, seinen Profistatus zu verteidigen, verlor er Mitte 1991 seinen Profistatus, als er auf Platz 109 der Rangliste abgestürzt war. Später nahm er in der Fernsehsendung Stars in Their Eyes in einer Rick-Astley-Kostümierung teil.

## Erfolge
| Ausgang       | Jahr | Turnier                           | Finalgegner | Ergebnis |
| ------------- | ---- | --------------------------------- | ----------- | -------- |
| Profiturniere |      |                                   |             |          |
| Sieger        | 1997 | WPBSA Qualifying School – Event 2 | Joe Grech   | 5:2      |